# Infanteriedivisie Pommernland
Infanteriedivisie Pommernland (Duits: Infanterie-Division „Pommernland") was een Duitse Infanteriedivisie van het Heer gestationeerd in Köslin in de Wehrkreis II tijdens de Tweede Wereldoorlog.

## Geschiedenis
In februari 1945 werd de divisie opgericht, door de omvorming van de Infanteriedivisie Köslin. De divisie was slecht uitgerust qua wapens, het had bijvoorbeeld geen artillerie- of antitankwapens.
De divisie moest zich na enkele gevechtsoperaties, onder meer rond Schivelbein, en als onderdeel van de geïmproviseerde korpsgroep von Tettau (samen met de Infanteriedivisie Bärwalde), zich terugtrekken naar het bruggenhoofd Dievenow, en dat veiligstellen voor terugtrekkende Duitse eenheden. Aan het begin van de inzet van de divisie aan het front was de Korpsgruppe Von Tettau toegewezen aan het 11. SS-Panzerarmee, en vanaf maart aan het 3. Panzerarmee.
In maart 1945 vond de verplaatsing naar het gebied rond Rehberg plaats. Vanwege haar ernstige decimering in eerdere gevechten met het Rode Leger werd de eenheid op 13 maart 1945 bij Rehberg ontbonden.

## Commandanten
| Rang            | Naam                  | Begin         | Eind          | Opmerking |
| --------------- | --------------------- | ------------- | ------------- | --- |
| Oberst          | Peter Sommer          | Februari 1945 | 12 maart 1945 | |
| Generalleutnant | Alexander von Zülow   | Februari 1945 | Maart 1945    | krijgsgevangen gemaakt in Klinkow in de Kreis Prenzlau door de Russen. Andere bron vermeldt: Klinkow, Köslin |
| Oberst          | Henning von Witzleben | Maart 1945    | Maart 1945    | |

## Gebieden van operaties
- Pommeren (februari 1945 - maart 1945[5])

## Samenstelling[2]
- Regiment Pommernland 1
- Regiment Pommernland 2
- Regiment Pommernland 3
- Artillerie-Regiment Pommernland

## Onderscheidingen

### Ridderkruis van het IJzeren Kruis
- Fritz Sann op 14 april 1945 als Major en Führer Infanterie-Regiment Riedel / Infanterie-Division Pommernland[10][11]